# La Théorie des dominos (roman)
 (septembre 2014).
Si vous disposez d'ouvrages ou d'articles de référence ou si vous connaissez des sites web de qualité traitant du thème abordé ici, merci de compléter l'article en donnant les références utiles à sa vérifiabilité et en les liant à la section « Notes et références ».
La Théorie des dominos (Last Light) est un roman policier de l'écrivain britannique Alex Scarrow publié en 2007.

## Résumé
Une vague d'attentats détruit les installations pétrolières à travers le monde.
En une semaine, toute l'économie mondiale s'effondre, le chaos et la violence s'installent. 
Une seule personne est capable d'arrêter ce scénario infernal.

## Éditions françaises
- Le Cherche midi, 2010
- Le Livre de poche. Thriller no 32051, 2010